# Стеклянка (Омская область)
Стеклянка — деревня в Калачинском районе Омской области России. Входит в состав Репинского сельского поселения.

## География
Населённый пункт находится в юго-восточной части Омской области, в лесостепной зоне, в пределах Барабинской низменности, у озера Стеклянное.

## История
Основана в 1845 году.
До упразднения уездно-губернского деления входило в состав Калачинского уезда Омской губернии
В 1928 году посёлок Стекляннский — административный центр Стекляннского сельсовета Крестинского района Омского округа Сибирского края.

## Население
| 2002 | 2010 |
| ---- | ---- |
| 140  | ↘114 |

В 1928 году основное население — русские.

## Известные уроженцы, жители
- Алтунин, Александр Терентьевич (1921—1989) — советский военачальник, Герой Советского Союза (1944), Член ЦК КПСС (1976—1989).

## Достопримечательности, памятные места
Памятник и мемориал «Воинам-сибирякам».

## Инфраструктура
Личное подсобное хозяйство с зоной сельскохозяйственного использования, индивидуальная застройка усадебного типа. В 1928 году посёлок Стекляннский состоял из 79 хозяйств.

## Транспорт
К деревне подходит региональная автодорога 52Н-113.